# Mare (Orb)
Die Mare ist ein Fluss im Süden Frankreichs, der im Département Hérault, in der Region Okzitanien, im Regionalen Naturpark Haut-Languedoc verläuft. Sie entspringt in den Monts de l’Espinouse, an der Nordflanke des gleichnamigen Gipfels Sommet de l’Espinouse (1124 m), im Gemeindegebiet von Castanet-le-Haut, entwässert zunächst in östlicher Richtung, schwenkt dann aber nach Süden und mündet nach rund 30 Kilometern bei Hérépian als rechter Nebenfluss in den Orb.

## Orte am Fluss
(Reihenfolge in Fließrichtung)
- Castanet-le-Haut
- Rosis
- Saint-Gervais-sur-Mare
- Saint-Étienne-Estréchoux
- Villemagne-l’Argentière
- Hérépian

## Sehenswürdigkeiten
- Pont du Diable, alte Brücke über die Mare bei Villemagne-l’Argentière